# Sam's Club
O Sam's Club é um clube de compras do grupo Walmart. No Brasil, a bandeira passou a ser administrada pelo Carrefour, após a aquisição do Grupo BIG (antigo Walmart Brasil) em 2022.
Seu sistema é ligado ao modal atacadista (alinhado também ao conceito varejista em alguns setores e mercadorias). As compras são realizadas mediante a um cadastramento pago anualmente, podendo este ser físico ou jurídico.

## História

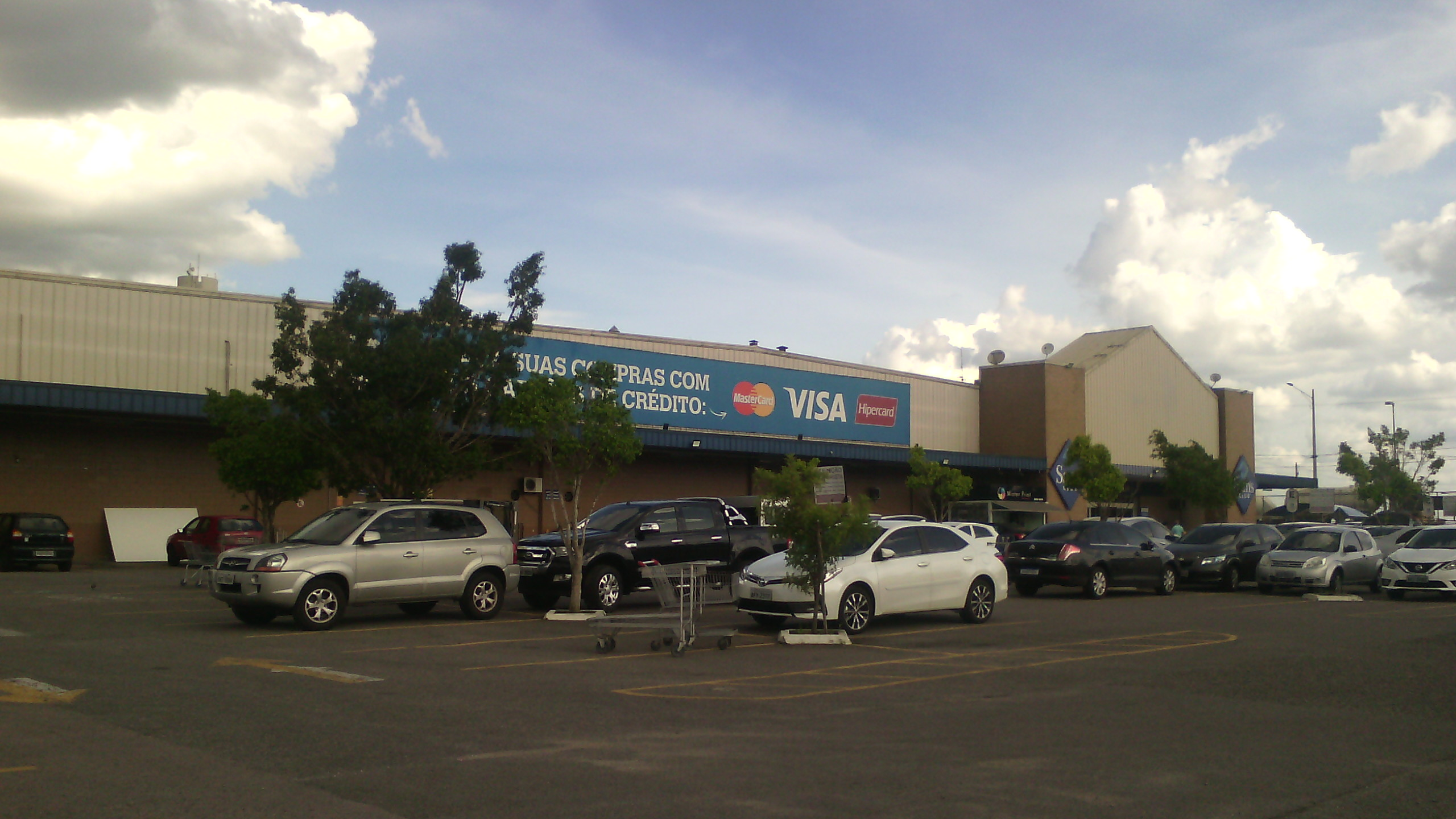
Unidade Sam's Club localizada no bairro Atuba, em Curitiba.

O Sam's Club foi criado em 1983, por Sam Walton, na cidade de Bentonville, nos Estados Unidos. Segundo consta no histórico da empresa, a intenção inicial da criação desta bandeira era oferecer ao pequeno comerciante norte-americano as melhores oportunidades de compras.
Alguns anos depois, o clube passou a trabalhar também com o consumidor final. Desta forma, Sam Walton acabou por desenhar um modelo exclusivo que simplificou o varejo em sua época.

### Atuação no Brasil
A bandeira Sam's Club está presente no Brasil desde 1995, sendo que a sua primeira unidade foi inaugurada na cidade de São Caetano do Sul, região do ABC paulista. Esta rede conta com cinquenta e oito unidades, cuja expansão começou em 1998 com a inauguração do Sam's Club Atuba, em Curitiba no Paraná. O estado de São Paulo possui a maior quantidade de suas unidades no total.

### Venda para oAdvent International
Em junho de 2018, foi aprovada a aquisição de 80% das operações do Walmart Brasil pelo fundo norte-americano Advent International. Naquele momento, o grupo ainda não havia se manifestado publicamente sobre as ações que desenvolveria com as bandeiras atacadistas e varejistas então adquiridas. Em 2019 foi criado o Grupo BIG, que administrou esta bandeira clube de compras até 2022.

### Aquisição pelo Carrefour
Em 24 de março de 2021 foi anunciada a aquisição das operações do Grupo BIG pelo Carrefour, no valor de sete bilhões e quinhentos milhões de Reais. As unidades Maxxi passaram a ser convertidas em Atacadão, enquanto as lojas Big Bompreço e Super Bompreço passaram a operar nas bandeiras Sam's Club, Atacadão e Carrefour. Setenta por cento da transação será paga em dinheiro, enquanto os trinta por cento restantes serão pagos via emissão de novas ações do Carrefour (CRFB3). O acordo de compra prevê adiantamento de novecentos milhões de reais ao Grupo BIG, além de participação de 67,7% do Grupo Carrefour, outros 7,2% da Península Participações e 5,6% da Advent International e do Walmart juntos.
Em 6 de junho de 2022 a operação foi concluída, e o Carrefour passou a administrar a divisão brasileira do Sam's Club, além de outras bandeiras antes pertencentes ao Grupo BIG.